# Yetti

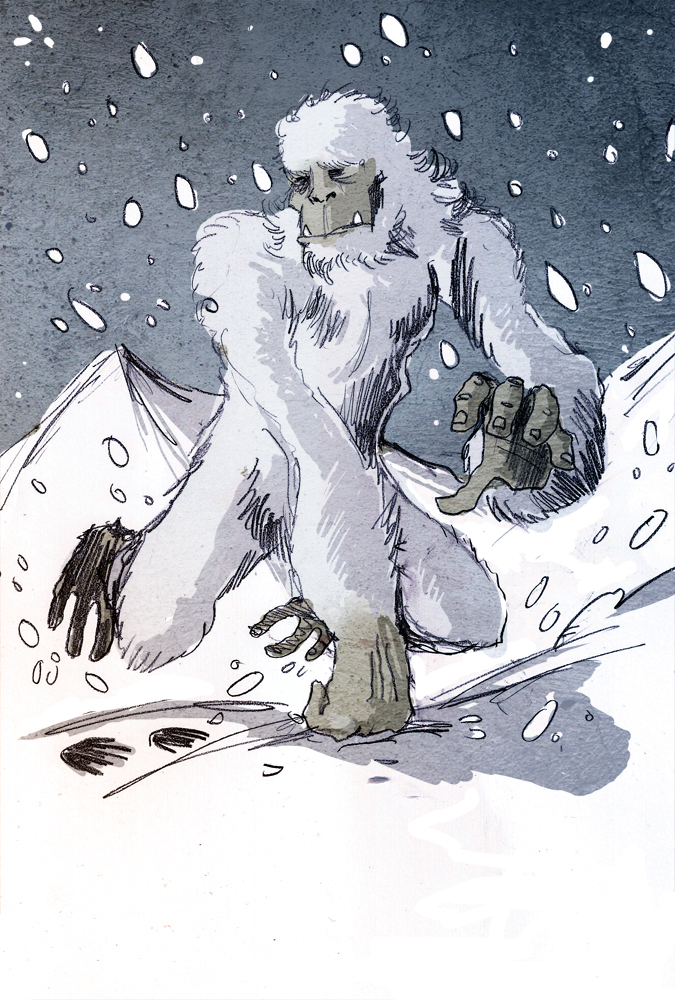
Umělecká představa yettiho

Yetti je označení neznámého druhu dvounohého hominida, který se údajně vyskytuje v pohoří Himálaj. Jeho existence nikdy nebyla spolehlivě prokázána nebo zdokumentována. Yetti je údajně až 2,5 metru vysoký chlupatý tvor podobný lidoopovi nebo pravěkému člověku.

## Označení
Samotné jméno tohoto tvora může být příčinou nejasností. Slovo yetti (které první objevitelé přinesli do Evropy a jímž je legendární lidoop obvykle označován) je totiž v šerpštině obecný pojem pro „divoké horské zvíře“ – a proto mnozí uvádějí, že „yettiho“ mnohokrát pozorovali. Obvykle tak označují medvěda tibetského (kterému říkají dzuteh), takže pouze některá svědectví se skutečně týkají himálajského lidoopa. Pro něj mají šerpové jméno miteh, menší jedince nazývají thelma (teoreticky je tedy možné, že by se jednalo dokonce o dva různé druhy živočichů).

## Teorie o původu
Většina odborníků existenci tohoto tvora zpochybňuje, protože dosud nebyl podán vědecký důkaz (jímž by bylo např. odchycení živého jedince nebo odebrání vzorku tkáně). Může tak jít o medvěda. Pokud existenci yettiho připustíme, mohlo by se jednat například o Gigantopitheca. Jde o velkého lidoopa, jehož kosterní pozůstatky (především části čelistí) byly nalezeny v Číně a který vyhynul asi před 100.000 lety.
Jinou možností je, že je to zástupce druhu Homo erectus neboli Pithecantropus erectus, který se v evolučním postupu oddělil od linie následného Homo sapiens. Ten se vyskytoval v Africe, Asii i Evropě, avšak jeho popis se yettimu příliš nepodobá. Další možností jsou denisované, jejichž DNA mají i současní Tibeťané. Konečně je také možné, že jde o dosud zcela neznámý druh živočicha.

## Podobní tvorové
Zprávy o podobných tvorech s různými jmény pocházejí z mnoha končin světa, především z odlehlých, nepřístupných míst. Např. na území Severní Ameriky je podobný tvor známý jako bigfoot, přičemž jeho popis se od yettiho v určitých vlastnostech liší. Jeho velikost se odhaduje od 180 cm po 250 cm, barva srsti od šedé přes černou až po červenou. Podobný tvor se údajně vyskytuje také v Austrálii (yowie), ve střední Číně (jeren) nebo na Kavkaze (kaptar).

## Pozorování

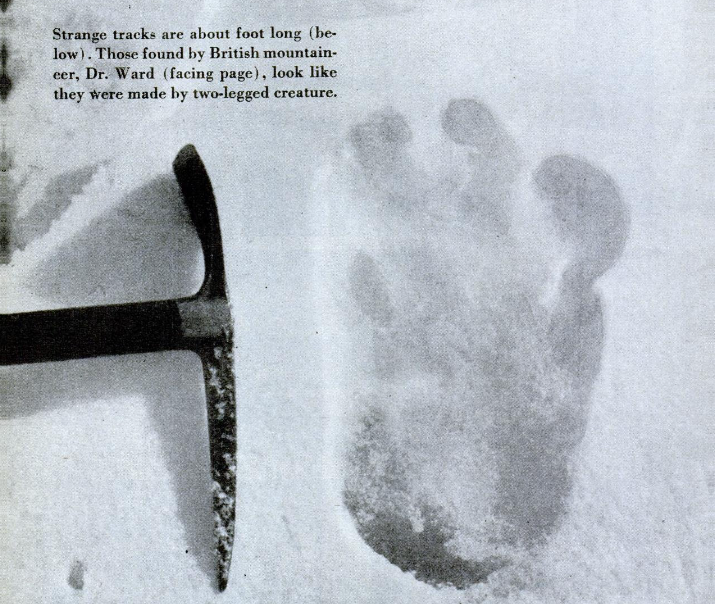
Údajná Yettiho stopa na fotografii z roku 1951

Jeho existence je založena především na vyprávění obyvatel z okolí himálajského pohoří, kde se zprávy o tomto tvoru vyprávějí již po mnoho generací. Pro evropskou civilizaci ho objevil v roce 1899 anglický důstojník Laurence Waddell, když na jednom himálajském sedle objevil ve sněhu obrovský otisk bosého chlupatého chodidla. První fotografie yettiho stop pořídil v roce 1937 Frank Smythe, který na důkaz nadměrné velikosti k otisku přiložil horolezecký cepín. Většina odborníků se domnívá, že se jedná o poškozené či deformované otisky jiných zvířat, nicméně jiní odborníci tvrdí, že se může jednat o tvora, který prozatím není odborně popsán, ale jehož existence je možná. První sádrové odlitky stop udělali v roce 1972 američtí horolezci Jeffrey McNeely a Edward Cronin.

## Tři typy yettiho
Pro himálajské domorodce věřící v existenci yettiho je zřejmé, že se vyskytuje více typů: menší yeh-the, velký meh-the a obrovský dzu-the. Toto rozlišení do tří velikostí by vysvětlovalo i odlišnou velikost stopy. V případě menších a středně velkých stop se pravděpodobně jedná o druhy opic, které jsou v Himálaji také považovány za yettiho. Pokud yetti skutečně existuje, pak zcela jistě pochází z gigantopitéka, vyhynulé obří opice. Když před půl milionem let vymřel, vyrostl Mount Everest právě o 500 m. Je možné, že tak došlo k izolaci mnoha druhů.

## V populární kultuře
Yetti se stal postupně jedním z nejznámějších světových kryptidů. V českém prostředí o tomto domnělém primátovi psal například Jaroslav Mareš (1937–2021).